# Contigo hasta el final
Contigo hasta el final é uma canção da banda espanhola El Sueño de Morfeo. A canção foi escolhida para ser apresentada pela banda representando a Espanha no Festival Eurovisão da Canção 2013.
De acordo com a banda, a canção é uma história de amor e fala sobre duas pessoas que se conhecem, como eles haviam perdido a fé no amor de perceber que ele não sabia o que era até então.
O videoclipe foi gravado nas Astúrias e dirigido por Pedro Castro, namorado da vocalista da banda, Raquel del Rosario.
Logo após o lançamento da música surgiram boatos e acusações de que a canção seria plágio da música “The Sun Will Rise” de Kelly Clarkson.